# Рибарници Мечка
Рибарници Мечка са защитена зона, разположена на 4 км западно от село Мечка и североизточно от село Батин, област Русе. Площта на защитената зона е 27,38 км², а на рибарниците е 4,45 км². Представлява бивше крайдунавско блато, превърнато в рибарници, обрасли с блатна растителност, заедно с устието на малка река в западния му край и река Дунав в участъка между км 522-516 с трите български острова Батин (остров), Дойчов остров и о.Безименен. В близост, на 1 км западно от Рибарници „Мечка“ са разположени и Батинските рибарници, които също са бивше крайдунавско блато с площ ок. 40 ха.
Видът на мястото се определя от басейните на рибарниците, обрасли с мочурна хигрофитна и хидрофитна растителност с преобладаване на обикновена тръстика, дяволски орех, водна лилия, на места с папур, различни треви и храсти. По дигите, включително и по дунавската, са засадени овощни и тополови дървета. Около рибарниците се простират влажни ливади с преобладаване на ливадна власатка, броеничеста ливадина и др. Склоновете са обрасли с широколистни смесени гори от мъждрян, сребролистна липа, бряст и на места с полски клен. Южно от склоновете теренът става равнинен и е зает от обработваеми площи.
Рибарниците „Мечка“ заедно с островите в близост до тях са характерен за поречието на Дунав комплекс от ценни местообитания за водолюбивите птици през гнездовия период, по време на миграция и през зимата. Тук са установени 177 вида птици, от които 62 вида са включени в Червената книга на България. Те са място от световно значение за гнезденето на белооката потапница и от международно значение за гнездящия тук малък воден бик. По време на миграция и зимуване те са от изключително значение за световно застрашените малък корморан и къдроглав пеликан, както и за големия корморан. Рядко тук могат да се наблюдават още 5 световно застрашени вида – големият креслив орел, царският орел и водното шаварче, по време на миграция и малката белочела гъска и червеногушата гъска през зимата. Рибарниците са едно от най-важните места в страната и за опазването на гнездящите тук белобуза и черна рибарка, нощна и гривеста чапла, черен щъркел, ням лебед, бял и червен ангъч, морски орел, орел змияр и т.н.
Мястото няма законова защита съгласно националното природозащитно законодателство. През 1998 г. самите рибарници и остров Батин са обявени за КОРИНЕ места, поради европейското им значение за опазването на редки и застрашени местообитания, растения и животни, включително птици. КОРИНЕ местата обхващат повече от 60% от територията на предложената защитена зона. През 1997 г. територията е обявена от BirdLife International за Орнитологично важно място. Предложената защитена зона граничи с потенциална Специално защитена зона в Румъния.